# 10140 Villon
A 10140 Villon (ideiglenes jelöléssel 1993 SX4) a Naprendszer kisbolygóövében található aszteroida. Eric Walter Elst fedezte fel 1993. szeptember 19-én.
Nevét François Villon (1431 – 1463) francia költő után kapta.